# Samson (film, 1936)
Pour les articles homonymes, voir Samson (homonymie).
Pour plus de détails, voir Fiche technique et Distribution.
Samson est un film français réalisé par Maurice Tourneur d'après une pièce d'Henri Bernstein et sorti sur les écrans en 1936.

## Synopsis
Le banquier Jacques Brachart s'est enrichi grâce à des spéculations boursières. Il tombe amoureux d'Anne-Marie d'Andeline qui accepte de l'épouser par intérêt. Elle ne cache pas à son mari qu'elle ne l'aime pas et éprouve même de la répulsion envers lui. Les histoires d'affaires négociées en bourse que lui raconte Jacques Brachart l'ennuient. Elle prend alors un amant… Trahi, Jacques Brachart se saborde en vendant ses actions à bas prix afin de ruiner son rival et lui-même, provoquant ainsi un krach boursier. Anne-Marie finira par l'aimer et lui revenir.

## Fiche technique
- Titre original : Samson
- Réalisation : Maurice Tourneur, assisté de Édouard Lepage et de Jacques Tourneur (non crédité)
- Scénario : Léopold Marchand, d'après la pièce éponyme d'Henry Bernstein
- Décors : Guy de Gastyne
- Costumes : Lucile Paray
- Photographie : Victor Arménise, René Colas
- Son : Antoine Archimbaud
- Montage : René Le Hénaff
- Musique : Jacques Dallin
- Production : Raymond Hakim, Robert Hakim, André Gargour
- Société de production : Paris Films Production
- Société de distribution : Pathé Consortium Cinéma
- Pays de production :  France
- Langue originale : français
- Format : Noir et blanc — 35 mm — 1,37:1 — Son mono
- Genre : drame
- Durée : 90 minutes
- Date de sortie : 
  - France : 4 mars 1936

## Distribution
- Harry Baur : Jacques Brachart
- Gaby Morlay : Anne-Marie d'Andeline
- Gabrielle Dorziat : la marquise d'Andeline
- Suzy Prim : Grace Ritter
- André Luguet : Jérôme Le Govain
- André Lefaur : le marquis Honoré d'Andeline
- Christian-Gérard : Max d'Andeline
- Laure Diana : Christiane Roy
- Nicole de Rouves : invitée chez Christiane
- Madeleine Geoffroy : Clotilde, la bonne
- Maurice Bénard : Flash
- Léon Arvel : Grünbaum
- Robert Clermont : le maître d'hôtel
- Foun-Sen : vendeuse de charité
- Anthony Gildès : invité chez Christiane
- Raymond Blot : invité chez Christiane
- Jean Joffre : directeur de la Voix Populaire
- Ky-Duyen : domestique de Le Govain
- Jean Marconi : invité chez Christiane
- Charles Redgie : Stanley
- Guy Sloux : invité chez Christiane
- Marie-Jacqueline Chantal : Lady Huxley
- Henri Vilbert
- Simone Barillier
- Jeanne Juilla
- Nane Chaubert
- Fernande Saala

## Accueil
« On est d'emblée ahuri par la violence des situations. Tous les personnages sont féroces et hautains. Les Andeline s'appuient sans scrupules sur des siècles de "supériorité sociale" et Brachart s'appuie, lui, sur l'argent : peu importe que le sien ait une odeur ! L'humiliation est une pratique partagée. [...] La séquence où Anne-Marie est traînée de force par son amant dans une "partie fine" savamment organisée par une demi-mondaine paraît rétrospectivement d'une audace folle. Maurice Tourneur s'offre deux séquences tourbillonnantes, d'une vraie modernité : le panoramique d'ouverture qui nous mène jusqu'à Harry Baur et la soirée "galante". Une œuvre méconnue et passionnante. »

— Aurélien Ferenczi, Télérama, 26 avril 2008

## Autour du film
Le film est une adaptation de la pièce d'Henry Bernstein, "Samson", créée en 1907 au théâtre de la Renaissance. La pièce fait référence à l'épisode biblique de « Samson et Dalila ». La Bourse de Paris, le palais Brongniart avec ses colonnes, est comparé au temple des Philistins. Trahi comme Samson, Jacques Brachart secoue les colonnes de la Bourse afin de provoquer un crack qui engloutira son rival et un grand nombre de boursicoteurs…